# Dimension des tuyaux
Les dimensions des tuyaux peuvent prêter à confusion car la terminologie se rapporte souvent à des dimensions historiques.

## Matériaux
Les tuyaux sont fabriqués à partir de nombreux types de matériaux, notamment la céramique, le verre, la fibre de verre, de nombreux métaux, le béton et le plastique. Dans le passé, le bois et le plomb (du latin plumbum, d'où vient le mot « plomberie ») étaient couramment utilisés.
Généralement, la tuyauterie métallique est en acier ou en fer, comme l'acier noir (laqué) non fini, l'acier au carbone, l'acier inoxydable, l'acier galvanisé, le laiton et la fonte ductile. La tuyauterie à base de fer est sujette à la corrosion si elle est utilisée avec un courant d'eau hautement oxygéné. Des tuyaux ou des tubes en aluminium peuvent être utilisés lorsque le fer est incompatible avec le fluide de service ou lorsque le poids est un problème; l'aluminium est également utilisé pour les tubes de transfert de chaleur tels que dans les systèmes frigorifiques. Les tubes en cuivre sont populaires pour les systèmes de plomberie domestique (potable); le cuivre peut être utilisé là où le transfert de chaleur est souhaitable (c.-à-d. radiateurs ou échangeurs de chaleur). Les alliages d'acier Inconel, chrome-molybdène (en) et titane sont utilisés dans les tuyauteries à haute température et sous pression dans les installations de traitement et d'électricité. Lors de la spécification d'alliages pour de nouveaux procédés, les problèmes connus de fluage et d'effet de sensibilisation (Intergranular corrosion (en)) doivent être pris en compte.
La tuyauterie en plomb se trouve encore dans les anciens systèmes de distribution d'eau  domestique et autres, mais n'est plus autorisée pour les nouvelles installations de tuyauterie d'eau potable en raison de sa toxicité.
Les tubes en plastique (en)  sont largement utilisés pour leur légèreté, leur résistance aux produits chimiques, leurs propriétés non corrosives et leur facilité de connexion. Les matières plastiques comprennent le polychlorure de vinyle (PVC), le chlorure de polyvinyle chloré (CPVC), le plastique renforcé de fibres (FRP), mortier polymère renforcé (RPMP), polypropylène (PP), le polyéthylène (PE), la polyéthylène réticulé (PEX pour Cross-linked polyethylene), du polybutylène (PB) et de l'acrylonitrile butadiène styrène (ABS). Dans de nombreux pays, les tuyaux en PVC représentent la plus grande partie des matériaux de tuyaux utilisés dans les applications municipales enterrées, pour la distribution d'eau potable et les conduites d'eaux usées.
Les tuyaux peuvent être en béton ou en céramique, généralement pour des applications à basse pression telles que l'écoulement par gravité ou le drainage. Les tuyaux pour les eaux usées sont encore majoritairement en béton ou en argile vitrifiée (grès). Le béton armé peut être utilisé pour les tuyaux en béton de grand diamètre. Ce matériau de canalisation peut être utilisé dans de nombreux types de construction et est souvent utilisé dans le transport par gravité des eaux pluviales. Habituellement, un tel tuyau aura une tulipe de réception ou un raccord étagé, avec diverses méthodes d'étanchéité appliquées à l'installation.

## Tailles

### Nominal pipe size - DN
Les dimensions des tuyaux peuvent prêter à confusion car la terminologie peut se rapporter à des dimensions historiques. Par exemple, un tuyau en fer d'un demi-pouce n'a pas de dimension d'un demi-pouce. Au départ, un tuyau d'un demi-pouce avait un diamètre intérieur de 1/2 pouces (12,7 mm)  - mais il avait aussi des parois épaisses. Avec l'amélioration de la technologie, des parois plus minces sont devenues possibles, mais le diamètre extérieur est resté le même, afin qu'il puisse s'accoupler avec les tuyaux plus anciens existants, augmentant le diamètre intérieur au-delà du demi-pouce. 
L'histoire des tuyaux en cuivre est similaire. Dans les années 1930, le tuyau était désigné par son diamètre interne ; et un 1/16 pouces (1,59 mm)  d'épaisseur de paroi. Par conséquent, le tuyau en cuivre de 1 pouces (25,4 mm)  avait un 1,125 pouces (28,58 mm) de diamètre extérieur. Le diamètre extérieur était la dimension importante pour l'accouplement avec les raccords. L'épaisseur de la paroi pour le cuivre moderne est généralement plus mince que 1/16 pouces (1,59 mm), de sorte que le diamètre intérieur n'est que « nominal » plutôt qu'une dimension de contrôle. Les nouvelles technologies de tuyauterie ont parfois adopté un système de dimensionnement comme sien. Le tuyau en PVC utilise le Nominal Pipe Size (en).
Les tailles de tuyaux sont spécifiées par un certain nombre de normes nationales et internationales, notamment API 5L, ANSI / ASME B36.10M et B36.19M aux États-Unis, BS 1600 et BS EN 10255 au Royaume-Uni et en Europe.
Il existe deux méthodes courantes pour désigner le diamètre extérieur du tuyau (outside diameter, OD). La méthode nord-américaine est appelée NPS (« Nominal Pipe Size », ) et est basée sur le pouce (également souvent appelée NB pour « Nominal Bore »). La version européenne s'appelle DN (Diametre Nomina) et est basée sur le millimètre. La désignation du diamètre extérieur permet aux tuyaux de même taille de s'emboîter quelle que soit l'épaisseur de la paroi.
- Pour les diamètres de tuyau inférieurs à NPS 14 pouces (DN 350), les deux méthodes donnent une valeur nominale pour le DE qui est arrondie et qui n'est pas la même que l'OD réel. Par exemple, NPS 2 pouces et DN 50 désignent le même tuyau, mais  l'OD actuel est 2,375 pouces (60,33 mm) . La seule façon d'obtenir l'OD réel est de le rechercher dans une table de référence.
- Pour les diamètres de tube NPS 14 pouces (DN 350) et plus, la taille NPS est le diamètre réel en pouces et la taille DN est égale à NPS fois 25 (et non 25,4) arrondi à un multiple pratique de 50. Par exemple, NPS 14 a un diamètre 14 pouces (355,6 mm), et équivaut à DN 350.

Puisque le diamètre extérieur est fixe pour une taille de tuyau donnée, le diamètre intérieur variera en fonction de l'épaisseur de paroi du tuyau. Par exemple, un tuyau de 2 "Schedule 80 a des parois plus épaisses et donc un diamètre intérieur plus petit que le tuyau Schedule 40 de 2".
Les tubes en acier sont produits depuis environ 150 ans. Les tailles de tuyaux actuellement utilisées en PVC et galvanisé ont été conçues il y a des années pour les tuyaux en acier. Le système de numérotation, comme Sch 40, 80, 160, a été mis en place il y a longtemps et semble un peu étrange. Par exemple, le tuyau Sch 20 est encore plus fin que Sch 40, mais de même diamètre extérieur. Et bien que ces tuyaux soient basés sur d'anciennes tailles de tuyaux en acier, il existe d'autres tuyaux, comme le CPVC pour l'eau chauffée, qui utilisent des tailles de tuyaux, à l'intérieur et à l'extérieur, basées sur d'anciennes normes de taille de tuyaux en cuivre au lieu de l'acier.
De nombreuses normes différentes existent pour les tailles de tuyaux, et leur prévalence varie en fonction de l'industrie et de la zone géographique. La désignation de la taille du tuyau comprend généralement deux chiffres; celui qui indique le diamètre extérieur (outside diameter, OD) ou nominal, et l'autre qui indique l'épaisseur de la paroi. Au début du XXe siècle, le tuyau américain était dimensionné en fonction du diamètre intérieur. Cette pratique a été abandonnée pour améliorer la compatibilité avec les raccords de tuyauterie qui doivent généralement s'adapter au diamètre extérieur du tuyau, mais elle a eu un impact durable sur les normes modernes à travers le monde.

### Tuyauterie sous pression
En Amérique du Nord et au Royaume-Uni, la tuyauterie sous pression est généralement spécifiée par le diamètre nominal (en) (Nominal Pipe Size, NPS) et le SCH. Les tailles de tuyaux sont documentées par un certain nombre de normes, notamment API 5L, ANSI/ASME B36.10M (tableau 1) aux États-Unis et BS 1600 et BS 1387 au Royaume-Uni. En général, l'épaisseur de paroi du tuyau est la variable contrôlée et le diamètre intérieur (ID) peut varier. L'épaisseur de la paroi du tuyau a un écart d'environ 12,5%.
Dans le reste de l'Europe, la tuyauterie sous pression utilise les mêmes ID de tuyau et les mêmes épaisseurs de paroi que le Nominal Pipe Size (en) , mais les marque avec un diamètre nominal métrique (DN) au lieu du NPS impérial. Pour les NPS supérieurs à 14, le DN est égal au NPS multiplié par 25. (Et non pas 25.4). Ceci est documenté par le European Standard (en) EN 10255 (anciennement DIN 2448 et BS 1387) et ISO 65: 1981, et il est souvent appelé tube DIN ou ISO.
Le Japon a son propre ensemble de tailles de tuyaux standard, souvent appelés tuyaux JIS.

### Iron pipe size, IPS
La Iron pipe size (en)  (Iron pipe size, IPS) pour la taille des tuyaux en fer est un système plus ancien encore utilisé par certains fabricants et dessins hérités et équipements. La numérotation IPS est le même que pour NPS, mais les tableaux étaient limités à Standard Wall (STD),
- Extra Strong (XS) et Double Extra Strong (XXS). STD est identique à SCH 40 pour NPS 1/8 à NPS 10, inclus, et indique une épaisseur de paroi de 0,375 pouces pour NPS 12 et plus grand.
- XS est identique à SCH 80 pour NPS 1/8 à NPS 8, inclus, et indique une épaisseur de paroi de 0,500 pouce pour NPS 8 et plus grand.
- Différentes définitions existent pour XXS, mais ce n'est jamais la même chose que SCH 160. XXS est en fait plus épais que SCH 160 pour NPS 1/8 à 6 inclus, alors que SCH 160 est plus épais que XXS pour NPS 8 et plus grand.

Un autre ancien système est la taille de tuyau en fonte ductile (en) (DIPS), qui a généralement des diamètres supérieurs à IPS.

### Copper Tube Size, CTS
Le tube de plomberie en cuivre pour la plomberie résidentielle suit un système de taille entièrement différente en Amérique, souvent appelé Copper Tube Size, CTS (en); voir système d'eau domestique. Sa taille nominale (en)  n'est ni le diamètre intérieur ni le diamètre extérieur. Les tubes en plastique, tels que le PVC et le CPVC, pour les applications de plomberie ont également des normes de dimensionnement différentes  .

### Plastic Irrigation Pipe, PIP
Les applications agricoles utilisent des tailles PIP (pour Plastic Irrigation Pipe, voir l'article tuyau d'irrigation en plastique (en)) disponible en pression nominale de 22 psi (150 kPa), 50 psi (340 kPa), 80 psi (550 kPa), 100 psi (690 kPa), et 125 psi (860 kPa) et généralement disponible en diamètres de 6, 8, 10, 12, 15, 18, 21, et 24 pouces (15, 20, 25, 30, 38, 46, 53, et 61 cm) .

## Normes
La fabrication et l'installation de tuyauteries sous pression sont étroitement réglementées par la série de codes ASME "B31" tels que B31.1 ou B31.3 qui ont leur base dans le code ASME Boiler and Pressure Vessel Code (BPVC). Ce code a force de loi au Canada et aux États-Unis. L'Europe et le reste du monde ont un système de codes équivalent. La tuyauterie sous pression est généralement un tuyau qui doit supporter des pressions supérieures à 10 à 25 atmosphères, bien que les définitions varient. Pour garantir un fonctionnement sûr du système, la fabrication, le stockage, le soudage, les tests, etc. des tuyauteries sous pression doivent répondre à des normes de qualité strictes.
Les normes de fabrication des tuyaux exigent généralement un test de composition chimique et une série de tests de résistance mécanique pour chaque chaleur du tuyau. Une coulée de tuyau est forgée à partir du même lingot coulé, et a donc la même composition chimique. Des tests mécaniques peuvent être associés à un lot de tuyaux, qui seraient tous issus de la même chaleur et auraient subi les mêmes processus de traitement thermique. Le fabricant effectue ces tests et rapporte la composition dans un rapport de traçabilité d'usine et les tests mécaniques dans un rapport d'essai de matériau, tous deux désignés par l'acronyme MTR. Le matériel avec ces rapports de test associés est appelé traçable . Pour les applications critiques, une vérification par un tiers de ces tests peut être requise ; dans ce cas, un laboratoire indépendant produira un rapport d'essai de matériau certifié (CMTR), et le matériau sera appelé certifié.
Certaines normes de tuyauterie ou classes de tuyauterie largement utilisées sont :
- La gamme API - maintenant ISO 3183. Par exemple : API 5L Grade B - maintenant ISO L245 où le nombre indique la limite d'élasticité en MPa
- ASME SA106 Grade B (tuyau en acier au carbone sans soudure pour service à haute température)
- ASTM A312 (Tuyau en acier inoxydable austénitique sans soudure et soudé)
- ASTM C76 (tuyau en béton)
- ASTM D3033/3034 (tuyau en PVC)
- ASTM D2239 (tuyau en polyéthylène)
- ISO 14692 (Industries du pétrole et du gaz naturel. Tuyauterie en plastique renforcé de verre (PRV). Qualification et fabrication)
- ASTM A36 (tuyau en acier au carbone pour une utilisation structurelle ou à basse pression)
- ASTM A795 (Tuyau en acier spécifiquement pour les systèmes de gicleurs d'incendie)

L'API 5L a été modifiée au cours du second semestre 2008 de l'édition 44 à l'édition 43 pour la rendre identique à l'ISO 3183. Il est important de noter que le changement a créé l'exigence que le service acide, le tuyau ERW, passe un test de fissuration induite par l'hydrogène (HIC) selon NACE TM0284 afin d'être utilisé pour le service acide.
- ACPA [Association américaine des tuyaux en béton]
- AWWA [Association américaine des travaux hydrauliques]
- AWWA M45